# Гокэнин
Гокэнин (яп. 御家人) — служилый разряд мелкого японского дворянства в Средневековье и Новое время.

## История
Впервые разряд «гокэнин» появляется в ХІІ столетии, при первом сёгунате Минамото в период Камакура, когда он объединял самураев, являвшихся непосредственными вассалами сёгуна. В период ослабления центральной власти при сёгунской династии Асикага (1335—1573) многие кланы гокэнинов перешли под покровительство удельных князей и принимали на их стороне участие во внутренних войнах в Японии XV—XVI столетий. В централизованном государстве, созданном династией Токугава (1603—1867) — гокэнины вновь выступают наследственными вассалами сёгуна, обязанными нести военную службу и занимавшие всю среднюю ступень административных, судейских и военных чинов как в столице, так и в провинциях. Являясь служилым дворянством, они редко владели земельными поместьями. К концу периода Токугава в Японии насчитывалось около 17 тысяч гокэнинов. В отличие от хатамото, они не имели права присутствовать на аудиенциях сёгуна. В период Мэйдзи титул «гокэнин» был упразднён, как и все другие японские средневековые титулы.